# Lívia Járóka
Lívia Járóka (Tata, 6 ottobre 1974) è una politica ungherese.
È stata vicepresidente del Parlamento europeo a partire dal novembre 2017, rieletta nel luglio 2019, è rimasta tale fino al 18 gennaio 2022. È iscritta al partito di destra ungherese Fidesz, appartenente prima al gruppo del PPE e poi al gruppo dei Non iscritti. È stata la seconda persona e la prima donna di etnia rom ad essere eletta al Parlamento europeo.

## Carriera
Si è laureata in sociologia alla Central European University e ha conseguito un dottorato di ricerca in antropologia sociale all'University College di Londra. Nonostante abbia frequentato la Central European University e abbia beneficiato di una borsa di studio dell'Open Society Foundations, non ha mai condannato la campagna anti-George Soros condotta dal suo partito.
All'interno del Parlamento europeo, è stata vicepresidente della Commissione per i diritti della donna e l'uguaglianza di genere del Parlamento europeo e presidente del gruppo di lavoro del PPE sull'inclusione dei rom.